# Bótarfjall
Bótarfjall är en kulle i republiken Island. Den ligger i regionen Norðurland eystra, 290 km nordost om huvudstaden Reykjavík. Toppen på Bótarfjall är 375 meter över havet.
Trakten runt Bótarfjall är nära nog obefolkad, med mindre än två invånare per kvadratkilometer. Närmaste större samhälle är Húsavík, omkring 16 kilometer norr om Bótarfjall. Trakten runt Bótarfjall består i huvudsak av gräsmarker.